# جبل هيلان
جبل هيلان هو أحد أبرز الجبال في محافظة مأرب، ويقع في الجزء الغربي من المحافظة ضمن مديرية صرواح. يُعد الجبل من المواقع الجغرافية والاستراتيجية الهامة في اليمن، حيث يمتد بسلسلة جبلية وعرة تطل على مناطق واسعة من صرواح أملاك قبيلة جهم الخولانية والطريق الرابط بين مأرب وصنعاء. يتميز جبل هيلان بارتفاعه الشاهق وطبيعته الصخرية، وقد كان مسرحًا للعديد من الأحداث العسكرية والنزاعات خلال السنوات الأخيرة نظرًا لموقعه الحيوي وموقعه القريب من مناطق التماس بين الأطراف المتصارعة في اليمن. كما يُعد من المناطق التي تحمل أهمية جيواستراتيجية سواء من الناحية العسكرية أو من حيث السيطرة على الطرق الحيوية في المنطقة ويوجد في جبل هيلان عده سدود قديمه ونقش على الصخور منذ العصر السبئي ومن أشهر الأسر الساكنة في هيلان آل حزيم أسره المراغة الشيخ صالح بن حزيم الجهمي مراغة ومرجعية قبائل جهم خولان الطيال.
ومن أشهر أسماء المناطق في الجبل قفاد و بلاد الحصير و آل حزيم و آل فراس و حصير الفراشة و الجلاحم و وادي الصلصل ووادي المقالد و لوايا الذيب و وادي السويداء ويشتهر الجبل حالياً في جودة الاحجار البيضاء المشهوره بإسم الحجر الهيلاني واحجار البلق الصخور و الصغيره وتباع في اسواق اليمن والخارج.